# 사할린 전투 (1905년)
사할린 전투(일본어: 樺太の戦い, 러시아어: Японское вторжение на Сахалин)는 러일 전쟁 마지막 전투이다. 시어도어 루즈벨트 미국 대통령의 강화 권고 후 일본은 강화 담판을 유리하게 진행하기 위해 러시아령 사할린을 침공하여 점령했다.

## 개요
사할린 점령은 참모차장 나가오카 가이시가 차장에 취임하기 이전부터의 지론이었다. 그러나 1904년 9월 8일에는 나가오카가 입안한 사할린 공략 방안은 재가되지 못했다. 1905년 3월 22일 대본영에서 사할린 원정 준비 회의가 열렸을 때도 해군 등의 반대로 실현되지는 못했다.
러일 전쟁을 끝까지 수행할 국력이 없었던 일본은 러시아와의 강화를 모색했다. 5월 27일 쓰시마 해전 승리 후 5월 31일 외무대신 고무라 주타로는 다카히라 고고로 주미 공사에게 훈령을 보내 시어도어 루스벨트 미국 대통령에게 러일 강화를 우의로 중재해 달라고 신청하라는 명령을 전달했다. 6월 1일 다카히라 고고로는 본국에서 내려온 훈령을 루즈벨트 대통령에게 전달했다. 6월 6일, 미국은 러일 쌍방에 대해 “러일 양국뿐만 아니라 문명 세계 전체의 이익을 위해 강화 회의가 시작되기를 희망한다”는 내용의 루즈벨트 공문을 전달했다. 6월 7일, 러시아 황제는 루즈벨트의 정전 권고를 받아들일 것이라고 대답했다. 러시아 황제의 의향은 일본군에 의해 사할린이 점령되기 전에 강화를 하고 싶었던 것이었다.
일본 수뇌부에서는 사할린 점령을 꺼려했기 때문에 나가오카 가이시 참모차장은 만주군 총참모장의 고다마 겐타로 육군대장에게 협력을 요청했다. 1905년 6월 14일 고다마로부터 강화 담판을 유리하게 진행하기 위해 사할린 점령에 대한 조언과 내용의 전보가 있었다. 6월 15일에 이르러 사할린 작전을 건의하여 이것을 정부와 통수부의 협의로 결정되었고, 6월 17일 메이지 천황의 재가를 받아 신설된 독립 제13사단에 출동 명령을 내렸다.
한편, 사할린에서는 사할린섬 어업조합의 다카이 요시키 등은 코르사코프의 케루바 장관과 육군 주둔군 알티스키 대령을 방문하여 사할린에 살고 있는 일본인의 안전과 보호를 약속받았다. 케루바 장관은 다카이에게 특별 우대 허가증을 발급해 주어 편의를 도모하였고, 재류 일본인이 떠날 때에는 개인적으로 음식을 준비하여 눈물을 흘리며 일본인과의 이별을 아쉬워했다. 사할린에서 러일 두나라 국민의 관계는 양호했지만 정부는 이러한 상황을 배려하지 않았다.

## 과정
2개 여단으로 편성한 사할린 원정군은 쓰시마 해전 후 새로 편제된 연합함대 제3함대, 제4함대로 구성된 파병 함대의 호송을 받아 7월 7일, 사할린 남부 아니바 만 연안(이후 오토마리 군 후카미 촌)에 침공했다. 당시 남사할린 러시아군의 병력은 1,200명 정도로 적었기 때문에, 유격전으로 전환하여 5개의 빨치산 부대가 편성되었다. 일본군은 우세한 전력을 바탕으로 8일에는 코르사코프를 점령하고, 10일에는 우라지미로프카(일본명 도요하라 시 - 북쪽 도요하라 역 부근, 현재의 러시아 이름 : 유즈노사할린스크)를 점령했다. 12일에는 우라지미로프카 서쪽 다리네에 촌(일본명 : 도요하라 시 니시쿠보) 부근의 숲에서 일본군은 러시아군 주력을 격파하고 포로 200명을 얻었다. 일본군은 19명이 전사하고 58명이 부상했다. 16일에는 코르사코프 방면 사령관 알티시에 프스키 대령도 항복했다. 그러나 러시아 빨치산 부대는 그 후에도 1개월 이상 저항을 계속했다.
7월 24일, 일본군은 사할린 북부 알렉산드롭스크사할린스키(일본명 : 라쿠세키 옷치시) 부근에 상륙했다. 북 사할린에는 러시아군 장관 랴프노프 중장 이하 5,000명을 넘는 병사가 있었는데 러시아군은 약간의 저항을 한 후 섬의 깊은 곳으로 퇴각했기 때문에 일본군은 그날 저녁에는 알렉산드로프를 점령했다. 7월 29일에는 메이지 천황으로부터 가타오카 시치로 파견 함대 사령관에게 사할린 상륙을 완수하고, 점령의 기초를 다진 것을 칭찬하는 칙서를 내렸다. 러시아군 장관 랴프노프 중장은 항복 권고를 받고 7월 31일에 항복했다.

## 결과
사할린 점령 후 8월 10일부터 시작된 러일 강화 회의(포츠머스 조약)의 결과 사할린을 동서로 가로 지르는 북위 50도선 이북은 러시아에 반환되었지만, 이남은 공식적으로 이양시켜 일본령이되었다. 러시아 제국이 붕괴한 뒤 시베리아 출병으로 간섭한 일본제국군이 1925년까지 사할린 전역을 지배했다. 

## 이후
일본제국이 1945년 8월 15일 패망하였고 이 과정에서 소련군이 기습적으로 가라후토를 함락하여 사할린섬 전체가 다시 소련의 영토가 되었다. 전쟁 이전 북사할린은 러시아 소비에트 연방 사회주의 공화국의 하바롭스크 크라이에 예속되어 있었으나, 소련이 2차 세계 대전 종전 이후 남사할린과 쿠릴 열도를 모두 차지하였다. 7월 이후 북사할린, 남사할린, 쿠릴 열도까지 포함해서 1947년 사할린 주로 있다. 1952년 샌프란시스코 조약으로 일본은 사할린 남부에 대한 영유권을 포기하였고 현재까지 러시아 연방의 영토이다.

## 참고자료
- 태평양전쟁 연구회 엮음, 平塚柾緒著　『図説日露戦争』　河出書房新社, 1999년
- M.S. 비소오코프호카 지음, 板橋正樹 번역　『사할린의 역사』　北海道撮影社, 2000년
- 오오에 시노부　『세계사로서의 러일 전쟁』　立風書房, 2001년
- Connaughton, R. M. (1988). 《The War of the Rising Sun and the Tumbling Bear—A Military History of the Russo-Japanese War 1904–5》. 런던. ISBN 0-415-00906-5.
- 코우너, 로템 (2006). 《Historical Dictionary of the Russo-Japanese War》. ISBN 0-8108-4927-5: The Scarecrow Press. |location=에 templatestyles stripmarker가 있음(위치 1) (도움말)
- Jukes, Geoffry. The Russo-Japanese War 1904–1905. Osprey Essential Histories. (2002). ISBN 978-1-84176-446-7.

## 같이 보기
- 코르사코프 해전